# Ferdinandusa
Ferdinandusa es un género de plantas con flores del orden de las Gentianales de la familia de las Rubiaceae. Se encuentra en América tropical.

## Descripción
Son arbustos o árboles inermes, terrestres, las flores bisexuales. Hojas opuestas, isofilas, enteras, sin domacios; nervadura menor no lineolada; estípulas interpeciolares, triangulares, erguidas, caducas, convolutas. Inflorescencias terminales y en las axilas distales, en panículas multifloras, sésiles o pedunculadas, las brácteas reducidas. Flores subsésiles a pediceladas, homostilas, protandras, a veces ligeramente zigomorfas, a veces fragantes; limbo calicino 4-5-lobado, sin calicofilos; corola hipocraterimorfa a infundibuliforme, verde pálido, blanca o roja, glabra en el interior, los lobos 4-5, convolutos, sin apéndices, emarginados a cortamente 2-fidos en el ápice; estambres 4-5, anteras dorsifijas, exertas o incluidas; estigmas 2, subcapitados, incluidos o exertos; ovario 2-locular, los óvulos numerosos, axilares. Frutos en cápsulas, septicidas desde el ápice, cilíndricas a obovoides o elipsoidales, leñosas; semillas aplanadas, fusiformes, las alas marginales membranáceas, enteras a laceradas.

## Taxonomía
El género fue descrito por Johann Baptist Emanuel Pohl    y publicado en Plantarum Brasiliae Icones et Descriptiones 2: 8–9. 1831[1828].

## Especies más conocidas
- Ferdinandusa ovalis
- Ferdinandusa panamensis
- Ferdinandusa speciosa